# Mihály (Árpád)
Mihály (v. 955 - v. 990), également connu sous le nom païen de Béla, est un membre de la maison magyar Árpád.  

## Biographie
Il est le fils du grand-prince Taksony, le frère du grand-prince Géza et le père des 
princes Vazul et Ladislas le Chauve. Il est un ancêtre de la plupart des rois de Hongrie après 1046. son épouse est Adelajda de Pologne.

## Sources
- Gyula Kristo Histoire de la Hongrie Médiévale, t. I, le Temps des Arpads, Presses Universitaires de Rennes, 2000  (ISBN 2-86847-533-7).